# Paraergasilus inflatus
Paraergasilus inflatus is een eenoogkreeftjessoort uit de familie van de Ergasilidae. De wetenschappelijke naam van de soort is voor het eerst geldig gepubliceerd in 1996 door Ho, Khamees & Mhaisen.